# Rennrodel-Weltmeisterschaften 2015
Die 44. Rennrodel-Weltmeisterschaften der Fédération Internationale de Luge de Course wurden am 14. und 15. Februar 2015 auf der Rodelbahn im lettischen Sigulda ausgetragen.

## Ergebnisse

### Männer
| Platz | Sportler                    | Nation                 | Laufzeiten        | Endzeit      |
| ----- | --------------------------- | ---------------------- | ----------------- | ------------ |
| 1     | Semjon Pawlitschenko        | Russland               | 48,137 s 48,151 s | 1:36,288 min |
| 2     | Felix Loch                  | Deutschland            | 48,173 s 48,186 s | 1:36,359 min |
| 3     | Wolfgang Kindl              | Österreich             | 48,265 s 48,207 s | 1:36,472 min |
| 4     | Alexander Peretjagin        | Russland               | 48,186 s 48,306 s | 1:36,492 min |
| 5     | Andi Langenhan              | Deutschland            | 48,227 s 48,317 s | 1:36,544 min |
| 6     | Chris Mazdzer               | Vereinigte Staaten     | 48,584 s 48,216 s | 1:36,800 min |
| 7     | Stepan Fjodorow             | Russland               | 48,312 s 48,532 s | 1:36,844 min |
| 8     | Johannes Ludwig             | Deutschland            | 48,267 s 48,653 s | 1:36,920 min |
| 9     | Julian von Schleinitz       | Deutschland            | 48,657 s 48,394 s | 1:37,051 min |
| 10    | Riks Rozītis                | Lettland               | 48,489 s 48,635 s | 1:37,124 min |
| 11    | Jewgeni Woskressenski       | Russland               | 48,607 s 48,539 s | 1:37,146 min |
| 12    | Inārs Kivlenieks            | Lettland               | 48,597 s 48,694 s | 1:37,291 min |
| 13    | Dominik Fischnaller         | Italien                | 48,157 s 49,201 s | 1:37,358 min |
| 14    | Jozef Ninis                 | Slowakei               | 48,541 s 48,828 s | 1:37,369 min |
| 15    | Artūrs Dārznieks            | Lettland               | 48,988 s 48,446 s | 1:37,434 min |
| 16    | Maciej Kurowski             | Polen                  | 48,787 s 48,690 s | 1:37,477 min |
| 17    | Samuel Edney                | Kanada                 | 48,581 s 49,016 s | 1:37,597 min |
| 18    | Tucker West                 | Vereinigte Staaten     | 48,827 s 48,804 s | 1:37,631 min |
| 19    | Thor Haug Nørbech           | Norwegen               | 48,707 s 48,927 s | 1:37,634 min |
| 20    | Jo Alexander Koppang        | Norwegen               | 48,885 s 48,930 s | 1:37,815 min |
| 21    | Ondřej Hyman                | Tschechien             | 49,209 s 48,788 s | 1:37,997 min |
| 22    | David Gleirscher            | Österreich             | 48,478 s 49,578 s | 1:38,056 min |
| 23    | Valentin Crețu (Rennrodler) | Rumänien               | 49,257 s 48,875 s | 1:38,132 min |
| 24    | Wojciech Chmielewski        | Polen                  | 49,209 s 49,298 s | 1:38,507 min |
| 25    | Kristers Aparjods           | Lettland               | 49,264 s          |              |
| 26    | Reinhard Egger              | Österreich             | 49,350 s          |              |
| 27    | Kim Dong-hyeon              | Südkorea               | 49,442 s          |              |
| 28    | Andriy Mandziy              | Ukraine                | 49,486 s          |              |
| 29    | Marek Solčanský             | Slowakei               | 49,764 s          |              |
| 30    | Daniel Pfister              | Österreich             | 49,815 s          |              |
| 31    | Pawel Angelow               | Bulgarien              | 50,109 s          |              |
| 32    | Stanislaw Benjow            | Bulgarien              | 50,169 s          |              |
| 33    | Daniel Popa                 | Rumänien               | 50,231 s          |              |
| 34    | Adam Rosen                  | Vereinigtes Königreich | 51,013 s          |              |
| 35    | Shiva Keshavan              | Indien                 | 51,015 s          |              |
|       | Kevin Fischnaller           | Italien                | 48,786 s DNF      |              |
|       | Anton Dukatsch              | Ukraine                | DNF               |              |

Datum: 15. Februar 2015
Daniel Pfister ( Österreich) hat den zweiten Lauf nicht erreicht, Kevin Fischnaller ( Italien) konnte den zweiten Lauf auf Position 18 liegend nicht bis ins Ziel bringen.

### Frauen
| Platz | Sportler             | Nation                 | Laufzeiten        | Endzeit      |
| ----- | -------------------- | ---------------------- | ----------------- | ------------ |
| 1     | Natalie Geisenberger | Deutschland            | 42,014 s 42,128 s | 1:24,142 min |
| 2     | Tatjana Iwanowa      | Russland               | 42,229 s          | 1:24,458 min |
| 3     | Tatjana Hüfner       | Deutschland            | 42,215 s 42,248 s | 1:24,463 min |
| 4     | Erin Hamlin          | Vereinigte Staaten     | 42,241 s 42,268 s | 1:24,509 min |
| 5     | Alex Gough           | Kanada                 | 42,288 s 42,328 s | 1:24,616 min |
| 6     | Dajana Eitberger     | Deutschland            | 42,324 s 42,329 s | 1:24,653 min |
| 7     | Anke Wischnewski     | Deutschland            | 42,364 s 42,359 s | 1:24,723 min |
| 8     | Jekaterina Katnikowa | Russland               | 42,308 s 42,421 s | 1:24,729 min |
| 9     | Summer Britcher      | Vereinigte Staaten     |                   | 1:24,760 min |
| 10    | Natalja Chorjowa     | Russland               |                   | 1:24,802 min |
| 11    | Jekaterina Baturina  | Russland               |                   | 1:24.823 min |
| 12    | Kimberley McRae      | Kanada                 |                   | 1:25,022 min |
| 13    | Elīza Tīruma         | Lettland               |                   | 1:25,107 min |
| 14    | Arianne Jones        | Kanada                 |                   | 1:25,115 min |
| 15    | Miriam Kastlunger    | Österreich             |                   | 1:25,166 min |
| 16    | Martina Kocher       | Schweiz                |                   | 1:25,230 min |
| 17    | Julia Clukey         | Vereinigte Staaten     |                   | 1:25,378 min |
| 18    | Andrea Vötter        | Italien                |                   | 1:25,595 min |
| 19    | Natalia Wojtuściszyn | Polen                  |                   | 1:26,188 min |
| 20    | Ewa Kuls             | Polen                  |                   | 42,836 s     |
| 21    | Raluca Strămăturaru  | Rumänien               |                   | 42.899 s     |
| 22    | Emily Sweeney        | Vereinigte Staaten     |                   | 42.909 s     |
| 23    | Viera Gbúrová        | Slowakei               |                   | 43,035 s     |
| 24    | Sung Eun-Ryung       | Südkorea               |                   | 43,053 s     |
| 25    | Olena Stezkiw        | Ukraine                |                   | 43,127 s     |
| 26    | Kendija Aparjode     | Lettland               |                   | 43,132 s     |
| 27    | Birgit Platzer       | Österreich             |                   | 43,139 s     |
| 28    | Nina Prock           | Österreich             |                   | 43,163 s     |
| 29    | Daria Obratov        | Kroatien               |                   | 43,324 s     |
| 30    | Darja Hula           | Ukraine                |                   | 43,387 s     |
| 31    | Choi Eun-ju          | Südkorea               |                   | 43,405 s     |
| 32    | Katarína Šimoňáková  | Slowakei               |                   | 43,606 s     |
| 33    | Alise Mitkus         | Lettland               |                   | 43,975 s     |
| 34    | Anastasia Polusytok  | Ukraine                |                   | 44,395 s     |
| 35    | Danielle Scott       | Vereinigtes Königreich |                   | 44,432 s     |
| 36    | Madalina Rosca       | Rumänien               |                   | 46,248 s     |
| 37    | Olena Schchumowa     | Ukraine                |                   | 1:01.224 min |
| dnf   | Ulla Zirne           | Lettland               | 42.773 s –        |              |
| dnf   | Gry Martine Mostue   | Norwegen               |                   |              |
| dnf   | Sandra Robatscher    | Italien                |                   |              |

Datum: 14. Februar 2015

### Doppelsitzer
| Platz | Sportler                               | Nation             | Laufzeiten        | Endzeit      |
| ----- | -------------------------------------- | ------------------ | ----------------- | ------------ |
| 1     | Tobias Wendl Tobias Arlt               | Deutschland        | 41.929 s 41.971 s | 1:23,900 min |
| 2     | Peter Penz Georg Fischler              | Österreich         | 41.988 s 42,048 s | 1:24,036 min |
| 3     | Christian Oberstolz Patrick Gruber     | Italien            | 42,066 s 42,091 s | 1:24,157 min |
| 4     | Toni Eggert Sascha Benecken            | Deutschland        | 42,058 s 42,211 s | 1:24,269 min |
| 5     | Ludwig Rieder Patrick Rastner          | Italien            | 42,139 s 42,179 s | 1:24,318 min |
| 6     | Andris Šics Juris Šics                 | Lettland           | 42,152 s 42,197 s | 1:24,349 min |
| 7     | Andrei Bogdanow Andrei Medwedew        | Russland           | 42,196 s 42,219 s | 1:24,415 min |
| 8     | Wladislaw Juschakow Wladimir Prochorow | Russland           | 42,257 s 42,339 s | 1:24,596 min |
| 9     | Matthew Mortensen Jayson Terdyman      | Vereinigte Staaten | 42,318 s 42,294 s | 1:24,612 min |
| 10    | Oskars Gudramovičs Pēteris Kalniņš     | Lettland           | 42,363 s 42,276 s | 1:24,639 min |
| 11    | Tristan Walker Justin Snith            | Kanada             | 42,722 s 42,301 s | 1:25,023 min |
| 12    | Lukáš Brož Antonín Brož                | Tschechien         | 42,463 s 42,632 s | 1:25,095 min |
| 13    | Matěj Kvíčala Jaromír Kudera           | Tschechien         | 42,709 s 42,685 s | 1:25,394 min |
| 14    | Florian Gruber Simon Kainzwalder       | Italien            | 42,487 s 43,004 s | 1:25,491 min |
| 15    | Park Jin-yong Cho Jung-myung           | Südkorea           | 42,777 s 42,810 s | 1:25,587 min |
| 16    | Thomas Steu Lorenz Koller              | Österreich         | 42,822 s 42,902 s | 1:25,724 min |
| 17    | Artur Gędzius Jakub Kowalewski         | Polen              | 42,820 s 52,265 s | 1:35,085 min |
| 18    | Kristens Putins Karlis Matuzels        | Lettland           | 43,124 s          |              |
| 19    | Oleksandr Obolonchyk Roman Zakharkiv   | Ukraine            | 43,413 s          |              |
| 20    | Jakub Šimoňák Patrik Tomasko           | Slowakei           | 44,950 s          |              |
| 21    | Cosmin Atodiresei Ștefan Musei         | Rumänien           | 46,100 s          |              |
| 22    | Patryk Poręba Karol Mikrut             | Polen              | 51,440 s          |              |
|       | Alexander Denissjew Wladislaw Antonow  | Russland           | DNF               |              |

Datum: 14. Februar 2015

### Teamstaffel
| Platz | Nation             | Sportler                                               | Laufzeiten                 | Endzeit      |
| ----- | ------------------ | ------------------------------------------------------ | -------------------------- | ------------ |
| 1     | Deutschland        | Natalie Geisenberger Felix Loch Wendl/Arlt             | 43,089 s 44,907 s 45,156 s | 2:13,152 min |
| 2     | Russland           | Semjon Pawlitschenko Tatjana Iwanowa Bogdanow/Medwedew | 43,296 s 44,732 s 45,306 s | 2:13,234 min |
| 3     | Kanada             | Alex Gough Samuel Edney Walker/Snith                   | 43,554 s 44,929 s 45,646 s | 2:14,129 min |
| 4     | Italien            | Andrea Vötter Dominik Fischnaller Oberstolz/Gruber     | 43,834 s 45,139 s 45,331 s | 2:14,304 min |
| 5     | Vereinigte Staaten | Erin Hamlin Chris Mazdzer Mortensen/Terdiman           | 43,448 s 44,891 s 46,203 s | 2:14,542 min |
| 6     | Österreich         | Miriam Kastlunger Wolfgang Kindl Penz/Fischler         | 44,562 s 44,929 s 45,142 s | 2:14,633 min |
| 7     | Lettland           | Elīza Tīruma Inārs Kivlenieks Šics/Šics                | 44,583 s 44,980 s 45,227 s | 2:14,790 min |
| 8     | Slowakei           | Viera Gbúrová Jozef Ninis Šimoňák/Tomaško              | 44,095 s 45,193 s 46,875 s | 2:16,163 min |
| 9     | Polen              |                                                        |                            | 2:16,481 min |
| 10    | Ukraine            |                                                        |                            | 2:17,492 min |
|       | Südkorea           |                                                        |                            | DNF          |
|       | Rumänien           |                                                        |                            | DSQ          |

Datum: 15. Februar 2015

## Medaillenspiegel
| Platz  | Land        | Gold | Silber | Bronze | Gesamt |
| ------ | ----------- | ---- | ------ | ------ | ------ |
| 1      | Deutschland | 3    | 1      | 1      | 5      |
| 2      | Russland    | 1    | 2      | -      | 3      |
| 3      | Österreich  | -    | 1      | 1      | 2      |
| 4      | Italien     | -    | -      | 1      | 1      |
| 4      | Kanada      | -    | -      | 1      | 1      |
| Gesamt | Gesamt      | 4    | 4      | 4      | 12     |